# Lista de episódios de Boston Legal
Abaixo segue a lista de episódios da série de TV norte-americana Boston Legal, do gênero dramédia.

## Temporada 1: 2004-2005
| #  | Título                              | Argumento                                                             | Realização              | Transmissão Original |
| -- | ----------------------------------- | --------------------------------------------------------------------- | ----------------------- | -------------------- |
| 1  | "Head Cases"                        | Scott Kaufer, Jeff Rake, and David E. Kelley                          | Bill D'Elia             | 2004-10-03           |
| 2  | "Still Crazy After All These Years" | Kerry Ehrin & David E. Kelley                                         | Charles Haid            | 2004-10-10           |
| 3  | "Catch and Release"                 | David E. Kelley and Peter Ocko                                        | Daniel Attias           | 2004-10-17           |
| 4  | "Change of Course"                  | David E. Kelley (teleplay) David E. Kelley & Jonathan Shapiro (story) | Ron Underwood           | 2004-10-24           |
| 5  | "An Eye for an Eye"                 | Jeff Rake & David E. Kelley                                           | Mike Listo              | 2004-10-31           |
| 6  | "Truth Be Told"                     | Scott Kaufer                                                          | Tucker Gates            | 2004-11-07           |
| 7  | "Questionable Characters"           | Lukas Reiter                                                          | Mel Damski              | 2004-11-21           |
| 8  | "Loose Lips"                        | Jonathan Shapiro & David E. Kelley                                    | Jeannot Szwarc          | 2004-11-28           |
| 9  | "A Greater Good"                    | Peter Ocko                                                            | Arlene Sanford          | 2004-12-12           |
| 10 | "Hired Guns"                        | David E. Kelley                                                       | Dennis Smith            | 2004-12-19           |
| 11 | "Schmidt Happens"                   | David E. Kelley                                                       | Allison Lidi            | 2005-01-09           |
| 12 | "From Whence We Came"               | David E. Kelley                                                       | Mike Listo              | 2005-01-16           |
| 13 | "It Girls and Beyond"               | Jonathan Shapiro & David E. Kelley                                    | Mike Listo              | 2005-01-23           |
| 14 | "Til We Meat Again"                 | David E. Kelley                                                       | Bill D'Elia             | 2005-02-12           |
| 15 | "Tortured Souls"                    | David E. Kelley                                                       | Jeff Bleckner           | 2005-02-20           |
| 16 | "Let Sales Ring"                    | David E. Kelley                                                       | Hubert De La Bouillerie | 2005-03-13           |
| 17 | "Death Not Be Proud"                | David E. Kelley & Jonathan Shapiro                                    | Matt Shakman            | 2005-03-20           |

## Temporada 2: 2005-2006
| #  | Título                        | Argumento                                                                                                   | Realização     | Transmissão Original |
| -- | ----------------------------- | --- | -------------- | -------------------- |
| 18 | "The Black Widow"             | David E. Kelley                                                                                             | Oz Scott       | 2005-09-27           |
| 19 | "Schadenfreude"               | David E. Kelley                                                                                             | Arlene Sanford | 2005-10-04           |
| 20 | "Finding Nimmo"               | David E. Kelley                                                                                             | Mike Listo     | 2005-10-11           |
| 21 | "A Whiff and a Prayer"        | David E. Kelley                                                                                             | Bill D'Elia    | 2005-10-18           |
| 22 | "Men to Boys"                 | David E. Kelley                                                                                             | Mike Listo     | 2005-10-25           |
| 23 | "Witches of Mass Destruction" | Lawrence Broch & Andrew Kreisberg & Michael Reisz                                                           | Jim Bagdonas   | 2005-11-01           |
| 24 | "Truly, Madly, Deeply"        | David E. Kelley                                                                                             | Stephen Cragg  | 2005-11-08           |
| 25 | "The Ass Fat Jungle"          | Janet Leahy & Phoef Sutton                                                                                  | Ron Underwood  | 2005-11-15           |
| 26 | "Gone"                        | David E. Kelley (teleplay) David E. Kelley & Jonathan Shapiro (story)                                       | Mel Damski     | 2005-12-06           |
| 27 | "Legal Deficits"              | David E. Kelley & Lawrence Broch                                                                            | Mike Listo     | 2005-12-13           |
| 28 | "The Cancer Man Can"          | Janet Leahy & Michael Reisz                                                                                 | Lou Antonio    | 2006-01-10           |
| 29 | "Helping Hands"               | Phoef Sutton & Andrew Kreisberg                                                                             | Bill D'Elia    | 2006-01-17           |
| 30 | "Too Much Information"        | Andrew Kreisberg & Lawrence Broch                                                                           | Steve Robin    | 2006-01-24           |
| 31 | "Breast in Show"              | Phoef Sutton & Michael Reisz                                                                                | Arlene Sanford | 2006-02-07           |
| 32 | "Smile"                       | Corinne Brinkerhoff                                                                                         | Bob Yannetti   | 2006-02-14           |
| 33 | "Live Big"                    | David E. Kelley                                                                                             | Bill D'Elia    | 2006-02-21           |
| 34 | "...There's Fire!"            | Janet Leahy & Lawrence Brock                                                                                | Mike Listo     | 2006-02-28           |
| 35 | "Shock and Oww!"              | Phoef Sutton & Sanford Golden & Karen Wyscarver                                                             | Jeff Bleckner  | 2006-03-07           |
| 36 | "Stick It"                    | David E. Kelley & Janet Leahy                                                                               | Adam Arkin     | 2006-03-14           |
| 37 | "Chitty Chitty Bang Bang"     | Janet Leahy & Lawrence Broch (teleplay) Janet Leahy, Phoef Sutton, Sanford Golden & Karen Wyscarver (story) | Elie Kanner    | 2006-03-21           |
| 38 | "Word Salad Days"             | Michael Reisz, Sanford Golden & Karen Wyscarver                                                             | Jeannot Szwarc | 2006-03-28           |
| 39 | "Ivan The Incorrigible"       | Andrew Kreisberg and Phoef Sutton                                                                           | Bob Yannetti   | 2006-04-18           |
| 40 | "Race Ipsa"                   | David E. Kelley                                                                                             | Lou Antonio    | 2006-04-25           |
| 41 | "Deep End of The Poole"       | Michael Reisz and Andrew Kreisberg                                                                          | Jeff Bleckner  | 2006-05-02           |
| 42 | "Squid Pro Quo"               | Janet Leahy and Lawrence Broch                                                                              | Jim Bagdonas   | 2006-05-09           |
| 43 | "Spring Fever"                | Janet Leahy and Andrew Kreisberg (teleplay) Courtney Flavin, Janet Leahy & Andrew Kreisberg (story)         | Mike Listo     | 2006-05-16           |
| 44 | "BL-Los Angeles"              | Lawrence Broch and Michael Reisz                                                                            | Bill D'Elia    | 2006-05-16           |

## Temporada 3: 2006-2007
| #  | Título                        | Argumento                                           | Realização                                         | Transmissão Original |
| -- | ----------------------------- | --------------------------------------------------- | -------------------------------------------------- | -------------------- |
| 45 | "Can't We All Get a Lung?"    | David E. Kelley and Corinne Brinkerhoff             | Mike Listo                                         | 2006-09-19           |
| 46 | "New Kids on the Block"       | David E. Kelley                                     | Bill D'Elia                                        | 2006-09-26           |
| 47 | "Desperately Seeking Shirley" | David E. Kelley and Janet Leahy                     | Jim Bagdonas                                       | 2006-10-03           |
| 48 | "Fine Young Cannibal"         | David E. Kelley                                     | Bob Yannetti                                       | 2006-10-10           |
| 49 | "Whose God Is It Anyway?"     | David E. Kelley                                     | Lou Antonio                                        | 2006-10-17           |
| 50 | "The Verdict"                 | David E. Kelley                                     | Jeff Bleckner                                      | 2006-10-24           |
| 51 | "Trick or Treat"              | David E. Kelley and Lawrence Broch                  | Mike Listo                                         | 2006-10-31           |
| 52 | "Lincoln"                     | David E. Kelley                                     | Steve Robin                                        | 2006-11-26           |
| 53 | "On the Ledge"                | David E. Kelley                                     | Bill D'Elia                                        | 2006-11-28           |
| 54 | "The Nutcrackers"             | David E. Kelley and Sanford Golden                  | John Terlesky                                      | 2006-12-05           |
| 55 | "Angel of Death"              | David E. Kelley and Janet Leahy                     | Tom Verica                                         | 2007-01-09           |
| 56 | "Nuts"                        | David E. Kelley and Andrew Kreisberg                | Adam Arkin                                         | 2007-01-16           |
| 57 | "Dumping Bella"               | David E. Kelley and Sanford Golden                  | Eric Stoltz                                        | 2007-01-30           |
| 58 | "Selling Sickness"            | Corinne Brinkerhoff and Andrew Kreisberg            | Andrew Bernstein                                   | 2007-02-06           |
| 59 | "Fat Burner"                  | Janet Leahy and Michael Reisz                       | Steve Robin                                        | 2007-02-13           |
| 60 | "The Good Lawyer"             | David E. Kelley                                     | Michael Pressman                                   | 2007-02-20           |
| 61 | "The Bride Wore Blood"        | David E. Kelley and Susan Dickes                    | Mike Listo                                         | 2007-03-20           |
| 62 | "Son of the Defender"         | David E. Kelley and Phoef Sutton                    | Bill D'Elia                                        | 2007-04-03           |
| 63 | "Brotherly Love"              | David E. Kelley                                     | Robert Yannetti                                    | 2007-04-10           |
| 64 | "Guise 'n Dolls"              | Sanford Golden, David E. Kelley and Karen Wyscarver | John Terlesky                                      | 2007-04-24           |
| 65 | "Tea and Sympathy"            | Jeff Bleckner                                       | Sanford Golden, Brooke Roberts and Karen Wyscarver | 2007-05-01           |
| 66 | "Guantanamo By the Bay"       | David E. Kelley and Andrew Kreisberg                | James R. Bagadonas                                 | 2007-05-08           |
| 67 | "Duck and Cover"              | Susan Dickes and Michael Reisz                      | Mike Listo                                         | 2007-05-15           |
| 68 | "Trial of the Century"        | David E. Kelley and Corinne Brinkerhoff             | Bill D'Elia                                        | 2007-05-29           |

## Temporada 4: 2007-2008
| #  | Título                       | Argumento                                                       | Realização     | Transmissão Original |
| -- | ---------------------------- | --------------------------------------------------------------- | -------------- | -------------------- |
| 69 | "Beauty and the Beast"       | David E. Kelley                                                 | Bill D'Elia    | 2007-09-25           |
| 70 | "The Innocent Man"           | David E. Kelley & Susan Dickes                                  | Mike Listo     | 2007-10-02           |
| 71 | "The Chicken and the Leg"    | David E. Kelley & Lawrence Broch                                | James Bagdonas | 2007-10-09           |
| 72 | "Do Tell"                    | Phoef Sutton & Lawrence Broch & David E. Kelley                 | Steve Robin    | 2007-10-16           |
| 73 | "Hope and Gory"              | David E. Kelley                                                 | Bob Yannetti   | 2007-10-30           |
| 74 | "The Object of My Affection" | David E. Kelley & Corinne Brinkerhoff                           | Eric Stoltz    | 2007-11-06           |
| 75 | "Attack of the Xenophobes"   | David E. Kelley & Craig Turk                                    | John Terlesky  | 2007-11-13           |
| 76 | "Oral Contracts"             | David E. Kelley & Corinne Brinkerhoff                           | Eric Stoltz    | 2007-12-04           |
| 77 | "No Brains Left Behind"      | Lawrence Broch & Susan Dickes & David E. Kelley                 | Stephen Cragg  | 2007-12-11           |
| 78 | "Green Christmas"            | David E. Kelley & Craig Turk & Sanford Golden & Karen Wyscarver | Lou Antonio    | 2007-12-18           |
| 79 | "Mad About You"              | David E. Kelley & Lawrence Broch                                | Tom Verica     | 2008-01-08+          |
| 80 | "Roe v. Wade, The Musical"   | teleplay & story by David E. Kelley & Susan Dickes              | Steve Robin    | 2008-01-15+          |
| 81 | "Glow In The Dark"           | ASA                                                             | ASA            | ASA                  |
| 82 | "Rescue Me"                  | ASA                                                             | ASA            | ASA                  |